# Д’Альтон, Иоганн Вильгельм Эдуард
Иоганн Вильгельм Эдуард д’Альтон (англ. Eduard Joseph d'Alton; 11 августа 1772, Аквилея — 11 мая 1840, Бонн) — известный анатом, гравёр и педагог XIX века.

## Биография
Иоганн Вильгельм Эдуард Альтон родился 11 августа 1772 года в Аквилее.
Воспитывался в Вене и занимался затем в Италии археологией, анатомией, рисованием и гравированием (офортом).

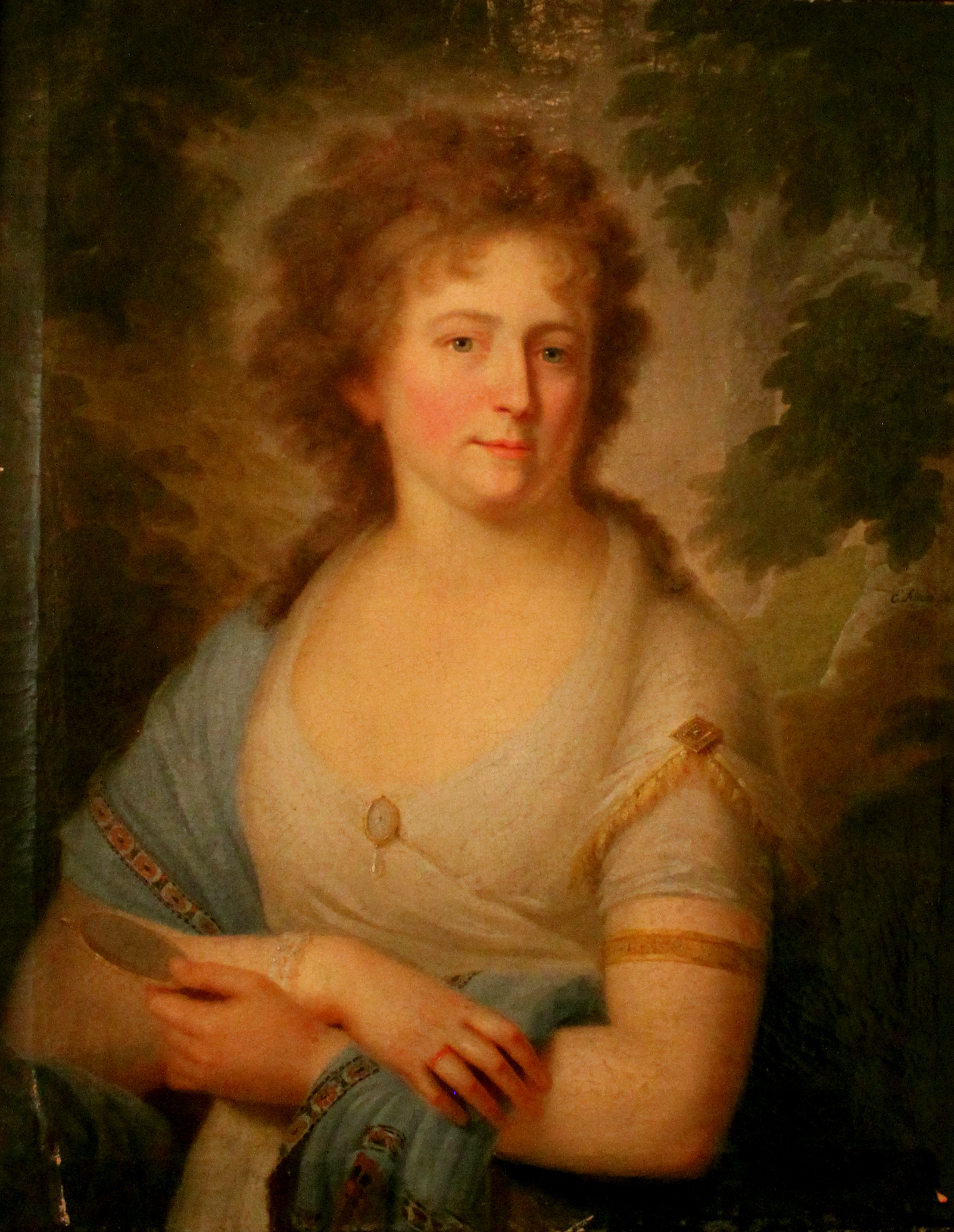
Портрет женщины. Национальный музей искусств Азербайджана, Баку

В начале XIX века Альтон жил в Йене и Веймаре и был в дружеских отношениях с тамошними корифеями.
В 1807 году великий герцог Карл Август поместил его в Тиффуртском парке, где он и приготовил к печати 1-ю часть своей «Naturgeschichte des Pferdes» (Бонн, 1810, fol.), роскошное издание, большую часть рисунков которого Альтон сам рисовал и гравировал; 2-ю часть её он окончил в 1816 году.
В то же время он в Вюрцбурге принимал участие в исследованиях Дедлингера и Пандера над развитием куриного яйца и приготовил гравюры к сочинению Пандера «Beiträge zur Entwickelungsgeschichte des Hühnchens im Ei» (Вюрцбург, 1817). После этого вместе с Пандером он предпринял большое издание гравюр, иллюстрирующее сравнительную остеологию животных. Для выполнения этого плана оба они отправились в Париж и затем объездили Пиренейский полуостров, Англию и Шотландию.
Во время своего отсутствия Альтон был в 1818 году назначен экстраординарным, а затем и ординарным профессором археологии и истории искусств в Боннский университет.
По возвращении из путешествия он начал издание своей «Vergleichende Osteologie», первая часть которой закончена (12 вып., Бонн, 1821—31).
Иоганн Вильгельм Эдуард Альтон скончался 11 мая 1840 года в городе Бонне.
Собрание его гравюр было куплено Боннским университетом. Его гравюры своим то свободным, напоминающим Рембрандта, то своеобразно осторожным характером доставили ему звание члена Берлинской академии художеств. Помимо всего этого, Альтон первый начал рисовать на камне мелом; рисунки эти были напечатаны в типографии Андре в Оффенбахе.

## Семья
- Сын Иоганн Самуель Эдуард Альтон (1803—1854) также стал анатомом и педагогом.